# Jocul președinților
Jocul președinților (titlu original: My Fellow Americans) este un film american de comedie din 1996 regizat de Peter Segal. Rolurile principale au fost interpretate de actorii Jack Lemmon și James Garner ca foști președinți, cu Dan Aykroyd, Lauren Bacall, Esther Rolle, John Heard, Wilford Brimley, Bradley Whitford și Jeff Yagher în alte roluri.

## Distribuție
- Jack Lemmon - President Russell Kramer
- James Garner - President Matt Douglas
- Dan Aykroyd - President William Haney
- John Heard - Vice President Ted Matthews
- Wilford Brimley - Joe Hollis
- Lauren Bacall - First Lady Margaret Kramer
- Sela Ward - Kaye Griffin
- Everett McGill - NSA Agent Colonel Paul Tanner
- Bradley Whitford - Chief of Staff Carl Witnaur
- James Rebhorn - Charlie Reynolds
- Esther Rolle - Rita, The White House Chef
- Jeff Yagher - Lieutenant Ralph Fleming / Dorothy
- Jack Kehler - Wayne
- Edwin Newman - Himself
- Jack Garner - President Haney's Caddy
- Conchata Ferrell - Woman Truck Driver
- Tom Everett - NSA Agent Wilkerson
- Michael Peña - Ernesto
- Marg Helgenberger - Joanna